# Stazione di Muine Bheag
La stazione di Muine Bheag è una stazione ferroviaria che fornisce servizio a Muine Bheag, contea di Carlow, Irlanda. Attualmente la linea che vi passa è la Dublino-Waterford. La stazione è dotata di due binari, a differenza della linea che ne possiede uno solo. Tuttavia il secondo binario, accessibile tramite un ponte pedonale, è utilizzato solo in caso di coincidenze. La stazione fu aperta il 24 luglio 1848 e chiusa al traffico di merci il 6 settembre 1976.

## Servizi ferroviari
- Intercity Dublino–Waterford

## Servizi
- Servizi igienici
- Capolinea autolinee
- Biglietteria a sportello
- Biglietteria self-service
- Distribuzione automatica cibi e bevande